# Almeida Faria
Benigno José Mira de Almeida Faria (? –) portugál író. Van egy róla elnevezett könyvtár Montemor-o-Novoban.

## Pályája
A Lisszaboni Egyetem Jogi és Bölcsészettudományi Karán tanult, ahol filozófia szakon végzett.
Rezidens íróként élt (1968–1969) az Egyesült Államokban (Nemzetközi Íróprogram, Iowa City) és Berlinben, ahol a Berliner Künstlerprogramm tagja volt, amelyben többek között Witold Gombrowicz, Michel Butor, Michel Foucault, Peter Handke és Mario Vargas Llosa is részt vett.
Számos kollektív kiadványban működött közre, nevezetesen német, brazil, francia, holland, olasz, svéd és észak-amerikai magazinokban. Neve szerepel a Lisszaboni Jogi Kar Akadémiai Egyesülete által kiadott Quadrante (1958–1962) című tudományos kiadvány közreműködőinek listáján. Regényei számos egyetemi szakdolgozat témáját képezték Olaszországban, Hollandiában, Brazíliában, Franciaországban és újabban Portugáliában is.
Vendégprofesszor volt a Lisszaboni Új Egyetemen.

## Művei

### Regények
- Rumor Branco, Lisboa, Portugália, (1962) Vergílio Ferreira(wd) előszavával
- Tetralogia Lusitana
  - A Paixão. Lisboa, Portugália, (1965)
  - Cortes. Lisboa, Dom Quixote, (1978)
  - Lusitânia. Lisboa, Edições 70, (1980).
  - Cavaleiro Andante (1983)
- O Conquistador. Lisboa, Caminho, (1990)[2]

### Útleírás
- O Murmúrio do Mundo. Lisboa, Tinta-da-China, (2012)

### Színdarab
- A Reviravolta. Lisboa, Caminho, 1999
- Vozes da Paixão. Lisboa, Caminho, (1998)[3]

### Novellák
- Os Passeios do Sonhador Solitário (1982)
- Vanitas: 51 Avenue D'Iéna (1996)

### Fordítások
- Seleccionou e traduziu Poemas Políticos de Hans Magnus Enzensberger. Lisboa, D. Quixote, (1975)

### Magyarul megjelent
- A hódító (O conquistador) – Íbisz, Budapest, 1995 · Fordította: Lukács Laura · Illusztrálta: Mário Botas(wd)
- A világ suttogása (O murmúrio do mundo) – Scolar, Budapest, 2022 · ISBN 9789635096268 · Fordította: Lukács Laura · Illusztrálta: Rózsa Luca Sára

## Díjai
- Prémio Revelação de Romance da Sociedade Portuguesa de Escritores com a obra "Rumor Branco (1962);
- Prémio Aquilino Ribeiro da Academia das Ciências de Lisboa com a obra Cortes (1978);
- Prémio Dom Dinis da Fundação da Casa de Mateus[4] com a obra Lusitânia (1980),
- Prémio Originais de Ficção da Associação Portuguesa de Escritores com a obra Cavaleiro Andante (1983).
- Prémio Universidade de Coimbra de 2010[5]

## Fordítás
- Ez a szócikk részben vagy egészben  az   Almeida Faria című portugál Wikipédia-szócikk fordításán alapul.  Az eredeti cikk szerkesztőit annak laptörténete sorolja fel. Ez a jelzés csupán a megfogalmazás eredetét és a szerzői jogokat jelzi, nem szolgál a cikkben szereplő információk forrásmegjelöléseként.